# Scepomycter winifredae
La prinia de Winifred  (Scepomycter winifredae) es una especie de ave paseriforme de la familia Cisticolidae propia de Tanzania, en África.

## Taxonomía
Tradicionalmente el género Scepomycter era considerado monotípico, con Scepomycter winifredae como su única especie, pero en 2009 se describió una nueva especie, Scepomycter rubehoensis. Por otro lado, Scepomycter winifredae en el pasado también fue incluido el género Bathmocercus.

## Distribución geográfica yhábitat
Es endémica de Tanzania. Su hábitat natural son los bosques montanos en las montañas Uluguru en Tanzania. Las poblaciones de su congénere, Scepomycter rubehoensi, en los montes de Rubeho y Ukaguru, y ambas especies se clasifican como vulnerables. Se encuentra amenazado por pérdida de habitat.